# Aurotalis delicatalis
Aurotalis delicatalis är en fjärilsart som beskrevs av George Francis Hampson 1919. Aurotalis delicatalis ingår i släktet Aurotalis och familjen Crambidae. Inga underarter finns listade i Catalogue of Life.